# Протостратор
Протостратор (греч. πρωτοστράτωρ, prōtostratōr) — придворный чин (должность) чиновничьих Византийской бюрократии, в последние века существования империи превратившаяся в одну из высших военных должностей (чин).
Чин стратора (конюшего) отмечается в византийских источниках с давних времён. В конце VII — начале VIII веков появляется должность (чин) протостратора (первого конюшего), начальника императорской конюшни, руководившего штатом страторов, то есть начальника императорских конюших, ведающего конюшенными делами и многим другим, всем, что было связано с конным делом.
Со временем должность (чин) набирала всё большего значения из-за постоянного и непосредственного присутствия при особе императора, которому он ассистировал при использовании им лошадей.
Во времена правления Василия I Македонянина протостратор уже принадлежал к наивысшим чиновникам Византийской бюрократии. Занимал высокое место во время императорских церемоний, при проведении процессий ехал сбоку от императора, присутствовал при аудиенциях иностранных послов и др.
С конца XII века в Византийской империи, а также в Никейской империи в XIII веке, должность протостратора стала одной из главных в придворных и военных чинах и занимала 8-е место на иерархической лестнице в поздневизантийское время.
В военных походах протостратор часто стоял во главе войска или командовал отдельной его частью. Фактически он был заместителем великого доместика, командующего всеми сухопутными силами империи.
Должность протостраторов занимали в разное время многие исторические личности, среди них Вардан Турк, Лев V Армянин, Михаил II Травл, Василий I Македонянин, Евстафий Аргир, Никифор Фока Старший, Михаил Дука, Алексей Аксух, Алексей Комнин (протосеваст), Феодор Синаденос, Джованни Джустиниани и другие.
Женская форма, относящаяся к жене чиновника, была prōtostratorissa (πρωτοστρατόρισσα).
От Византии усвоило должность коннетабля Франкское государство.